# シルケジ駅
シルケジ駅（シルケジえき、トルコ語:Sirkeci Garı）はトルコ・イスタンブールのファーティフにある、トルコ国鉄（TCDD）とİETT（イスタンブールトラム）の駅。

## 概要
TCDDのマルマライと、IETTのT1号線の2路線が乗り入れ、接続駅となっている。
2013年のマルマライ開通前はヨーロッパ側にあるトルコ国鉄のターミナル駅であった。オリエント急行の終着駅として完成したこの駅から西方に向け国際列車、国内列車、近郊列車が発着していた。当駅は、ヨーロッパのそれ以外の鉄道網に接続するトルコの鉄道網の主要駅となっていた。2つの主要な列車は、イスタンブール - テッサロニキ間を運行している列車と、シルケジ - ブカレスト北駅間を毎日結んでいるボスフォラス急行であった。ボスフォラス急行列車に連結された貨車は、ソフィア、ベオグラード、ブダペスト、キシナウへの継走が確立されていた。マルマライ開業後はアジア側へ直通できるようになった。

## 歴史
クリミア戦争後、オスマン帝国当局はヨーロッパとイスタンブールとの間を鉄道で結ばなければならないとの結論に達した。1857年1月にイギリスの国会議員Labroとの間で最初の契約がなされた。Labroが要求された投資資本を提供できなかったためこの契約は3ヵ月後に取り消された。1860年と1868年にもそれぞれイギリスとベルギーの事業家たちと同様の契約があったものの不首尾に終わった。1869年4月17日、ルメリ鉄道敷設の免許はベルギーからやってきたバイエルン生まれの銀行家モーリツ・フォン・ヒルシュ（Moritz Freiherr Hirsch auf Gereuth）に与えられた。計画ではイスタンブールから、エディルネ、プロヴディフ、サラエヴォを経由してサヴァ川岸へ到達する経路を予定していた。イスタンブール〜ハルカル間のうち、最初の15 kmの建設は1870年6月4日に始まり1871年1月4日に完成した。起点であったイェシルキョイが当時の主要商業地区であったエミノニュからかなり離れていたため、シルケジへの延長が望まれた。最初に提案されたのはバヤズィトから金角湾岸への経路であった。スルタンのアブデュルアズィズは、マルマラ海の海岸線近くのトプカプ宮殿内の低地にある庭園に沿って走る経路を決定し許可した。延長線は1872年7月21日に完成し、1873年にはシルケジに仮駅が建設された。
2013年10月29日にマルマライの地下ホームが開業した。

## 駅構造

### TCDD
地下駅施設の面積は18,000平方メートルあり、トルコ国内で最も深い駅である。 旧駅舎の南側に位置する。マルマライのプラットホームにつながるエスカレーターは61メートルあり、トルコ国内で最大の長さである。 駅の長さは225メートル[9]。
プラットホームは島式ホーム1面2線を有しており、長さは225メートルある。

#### のりば
| イェニカプ ↑ \| 2 1 \| ↓ ユスキュダル | 1 | マルマライ | （西方向） | イェニカプ・バクルキョイ・ハルカル方面         |
| イェニカプ ↑ \| 2 1 \| ↓ ユスキュダル | 2 | マルマライ | （東方向） | ユスキュダル・ソウトリュチェシュメ・ゲブゼ方面 |

#### 旧駅舎
新しいターミナルビルの建設は1888年2月11日に始められた。当初「ミュシル・アフメト・パシャ」（Müşir Ahmet Paşa）と名づけられていたターミナル駅は1890年11月3日に開業し、仮駅は役割を終えた。この計画の建築家はアウグスト・ヤハムントである。彼はオスマン建築を勉強するためにドイツ政府によりイスタンブールに遣わされたプロイセン国民であったが、工芸学校（現、イスタンブール工科大学）で建築設計を講義していた。1,200 m2の区域に立つターミナルビルはヨーロッパ・オリエンタリズムの最も有名な例の1つであり、他の建築物の設計に影響を及ぼしもした。建物は近代的でガス灯や冬の暖房の設備も備えていた。
ターミナル駅にあるレストランは1950年代から1960年代にかけてジャーナリスト、作家そして他のメディア出身の著名な人々の待ち合わせ場所となった。このレストランは今日「Orient Express」と呼ばれ、旅行者の間では人気のスポットとなっている。
1890年完成の駅舎はそのままの状態で保存されているが、ターミナルビル周辺のエリアは1890年の頃と比べると大きく変化している。また、現在はアンカラ通り側に新しい出入口が作られ、切符売り場なども新出入口側に作られており、1890年完成の駅舎を一般の鉄道利用者が利用する機会は、レストランや鉄道博物館などを利用しない限り減少している。
メヴレヴィー教団の信者が週3回シルケジ駅で儀式（セマー）を行っており、旅行者や一般人は観覧料を払って見ることができる。
2005年9月23日には、鉄道博物館が開館し無料で入場できる（祝日を除く火曜日〜土曜日開館）。

### İETT（トラム）
島式ホーム1面2線と東側に単式ホームを併設する合計2面2線の地上駅。この構造から、カバタシュ方面は乗車専用・下車専用ホームで分かれている。改札口はホーム両端にある。

#### のりば
| エミノニュ↑ \| 西 東 \| 下車 ↓ ギュルハネ | 西方面 | T1号線 | アクサライ・トプカプ・バージュラル方面 |
| エミノニュ↑ \| 西 東 \| 下車 ↓ ギュルハネ | 東方面 | T1号線 | エミノニュ・カラキョイ・カバタシュ方面 |
| エミノニュ↑ \| 西 東 \| 下車 ↓ ギュルハネ | 下車   | T1号線 | カバタシュ方面下車専用ホーム           |

## 駅周辺
- イスタンブール鉄道博物館（英語版）
- イスタンブール中央郵便局（トルコ語版、英語版）
- シルケジ公園（Sirkeci Parkı）
- アルティン・ハン・ティジャレット（Altin Han Ticaret）
- イスラム科学技術歴史博物館（トルコ語版、英語版）
- ギュルハネ公園（トルコ語版、英語版）
- イスタンブール考古学博物館
- トプカプ宮殿
- アヤソフィア
- イスタンブール男子高等学校（トルコ語版、英語版）

## 他の公共交通機関との連絡
- 路線バス（İETT（トルコ語版）） - 81, BN1, BN2[9]
- トラム エミノニュ - ゼイティンブルヌ
- フェリー シルケジ - カバタシュ（英語版）
- 海上バス シルケジ - ボスタンジュ（英語版） - アダラル
- カーフェリー シルケジ - ハレム
- 鉄道フェリー シルケジ駅 - ハイダルパシャ駅間

## 隣の駅
トルコ国鉄
 マルマライ
イェニカプ駅 - シルケジ駅 - ユスキュダル駅
IETT（イスタンブールトラム）
 T1号線
ギュルハネ駅 - シルケジ駅 - エミノニュ駅